# Hub van Doorne

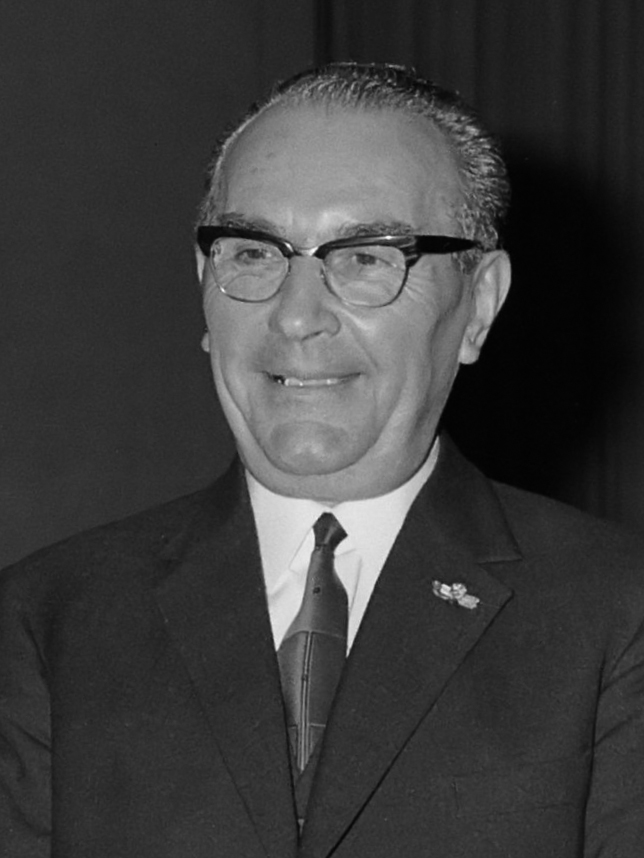
Huub van Doorne (1965)

Hubert Jozef (“Hub”) van Doorne (* 1. Januar 1900 in America, Horst aan de Maas; † 23. Mai 1979 in Deurne, Niederlande) war Gründer der Van Doorne’s Aanhangwagenfabriek,  später Van Doorne’s Automobielfabriek (DAF (Automobile)) und Erfinder der Variomatic.

## Biographie
Er war der älteste Sohn des Dorfschmiedes Martinus van Doorne (1870–1912) und von Petronella Vervoort (1866–1952). Sein jüngerer Bruder war Wilhelmus Antonius Vincentius ("Wim") van Doorne (19. Juli 1906 – 3. Mai 1978).
Nach dem Ersten Weltkrieg arbeitete er zunächst bei einem Arzt als Chauffeur und Monteur. Mitte der 1920er Jahre war er Meister in Sjef Mandigers Maschinenfabrik in Eindhoven, wo er Herrn Huenges, den Direktor und Eigentümer der Brauerei und Eisfabrik Coolen, kennenlernte. Dessen Stearns-Knight Automobil mit Drehschiebermotor konnte anscheinend nur von Hub van Doorne repariert werden. Huenges war so beeindruckt von Hub van Doornes technischen Kenntnissen, dass er ihm Hilfe für die Gründung eines eigenen Betriebes anbot. Am 1. April 1928 stellte Huenges NLG 10.000 zur Verfügung und Hub gründete auf dem Gelände der Brauerei den Konstruktionsbetrieb Machinefabriek en Reparatieinrichting Hub van Doorne mit 4 Mitarbeitern, die Arbeiten für die Binnenschifffahrt ausführten und für Philips Geländer und Fahrradständer produzierten. Ein Jahr später beschäftigte er bereits 32 Leute und sein Bruder Wim stieg mit ins Geschäft ein. Die Krise in den 1930ern zwang sie, sich nach neuen Aufgaben umzusehen und sie entschieden sich 1933 Anhänger zu bauen. Mit seinem Techniker Baghuis traute er sich das neue elektrische Schweißen von tragenden Teilen zu. Ihr leichter Anhänger erweckte Interesse. 1935 beschäftigten sie bereits 100 Mitarbeiter.
1936 stieg Huenges aus. Hub und Wim van Doorne produzierten fortan als Van Doorne's Aanhangwagenfabriek N.V. den DAF-Container-Anhänger für den Transport von  Eisenbahncontainern. Während des Zweiten Weltkriegs entwickelten sie Prototypen von LKWs. Da es beim Wiederaufbau der Niederlande einen großen Bedarf an Transportmitteln gab, begannen sie auch mit der Entwicklung von Autobussen und Autos. Für die Produktion von LKW-Chassis wurde die Fabrik am Geldropseweg begonnen, wo sich die DAF-Fabriken noch immer befinden.

## Auszeichnungen
- 1958: Großes Silbernes Ehrenzeichen für Verdienste um die Republik Österreich[1]